# Старая Кня-Юмья
Старая Кня-Юмья (тат. Иске Кенә-Юмья) — деревня в составе Нырьинского сельского поселения Кукморского района Татарстана.

## Известные люди
В деревне родился удмуртский критик и литературовед Алексей Афанасьевич Ермолаев, удмуртский поэт, журналист, переводчик, драматург, член Союза писателей России, президент удмуртского ПЕН-клуба, главный редактор журнала "Инвожо" Пётр Михайлович Захаров.